# Hildur Söderberg
Hildur Andrea Söderberg, född 20 juni 1885 i Stockholm, död 31 oktober 1976 på Väddö, var en svensk målare, tecknare och illustratör.
Hon var dotter till Johan Adolf Carlsson Söderberg och Anna Margareta Vikner och syster till Adèle Söderberg samt från 1938 gift med Gustav Edvin Andersson. Hon studerade vid Kungliga konsthögskolan 1906–1911 och var vid tiden för första världskriget bosatt i Stockholm. Som illustratör utförde hon bland annat novellillustrationer i tidskriften Julhälsning.